# Corpadea
Corpadea – wieś w Rumunii, w okręgu Kluż, w gminie Apahida. W 2011 roku liczyła 437 mieszkańców.